# Thăng Long, Đông Hưng
Thăng Long là một xã thuộc huyện Đông Hưng, tỉnh Thái Bình, Việt Nam.

## Diện tích và dân số
Xã Thăng Long có diện tích 3,35 km². Theo Tổng điều tra dân số năm 1999, xã Thăng Long có số dân 4.639 người.

## Địa giới hành chính
Xã Thăng Long nằm ở phía tây của huyện Đông Hưng, thuộc hữu ngạn sông Tiên Hưng.
- Phía đông giáp xã Chương Dương
- Phía nam giáp các xã Liên Hoa và Hồng Bạch
- Phía tây giáp xã Hồng Việt và huyện Hưng Hà
- Phía bắc giáp các xã Minh Tân và Lô Giang.

## Giao thông
Xã Thăng Long có quốc lộ 39B chạy qua.